# 飞飞
《飞飞》（FlyFF）是由韩国AEONSOFT开发的一款Q版3D魔法飞行大型多人在线角色扮演游戏（MMORPG）。2004年8月16日在韓國正式發行。
在中国大陆曾经由网易运营 于2008年8月停服。在台湾原由利迪娜科技（Leadinia Technology）运营；後因利迪娜科技倒闭而交由茂为科技运营，并将游戏名由“FlyFF”改为《飞飞》。
台湾於2009年3月31日推出新版《飛飛 Online：飞天彩虹》；大陆亦在2009年5月15日公测新版，并重新命名为《新飛飛》。台灣版本於2015年4月22日停止營運。玩家們發起連署讓遊戲繼續營運，茂為科技做出回應並提出基本營運成本的募資方案，於2015年9月30日重新營運。茂為科技宣布結束代理，並於2021年3月31號停服。
掘夢網於台灣2021年5月10日發佈重新代理的消息，此次遊戲名稱為《夢想飛飛》。由於未接手茂為科技代理時期的資料，玩家們必須重新出發。於同年的6月17日開始為期五天的封測，緊接著於同年6月24開始公測。《夢想飛飛》後續在2024年6月24日結束營業。目前尚在營運的飛飛遊戲系列為歐美廠商營運的網頁遊戲版《Flyff Universe》。

## 游戏特色
游戏拥有恋人系统、空战系统、爵位系统、宠物系统、家族系统、国家系统、师徒系统和生活技能八大系统，并有上百款飞行器。
本作遊戲初始時玩家扮演角色為見習生，達到轉職條件時可從四個職業（勇者、魔法師、神職、雜技）擇一轉職，依據玩家選擇的職業將決定日後第二次轉職的方向。部分遊戲版本設有第三次轉職系統。
- 勇者系職業：騎士、暗殺者。
- 魔法師系職業：念力師、研術者。
- 神職系職業：守護者、爆咒師。
- 雜技系職業：操偶師、浪人。